# Dupontia levis
Dupontia levis é uma espécie de gastrópode  da família Euconulidae.
É endémica de Maurícia.